# HMS Glamorgan (D19)
Lo HMS Glamorgan (pennant number D19) fu un cacciatorpediniere della Royal Navy britannica, appartenente alla classe County ed ha preso il nome dalla contea di Glamorgan; entrata in servizio il 14 ottobre 1966, l'unità partecipò alla guerra delle Falkland rimanendo danneggiata a causa di una bomba lanciata da aerei argentini.
Nel 1986 l'unità fu venduta alla Marina militare cilena con cui entrò in servizio sotto il nome di Almirante Latorre; l'unità servì fino alla sua radiazione nel 1998, per poi essere avviata alla demolizione.

## Storia
La nave fu a lungo ammiraglia della 1st Destroyer Flotilla, sulla quale l'ammiraglio John Woodward si trovava nel 1982 durante le annuali esercitazioni Springtrain nell'Atlantico quando arrivò la notizia dell'invasione argentina delle isole Falkland; Woodward rimase sulla nave fino a quando non trasferì l'insegna di comando sulla HMS Hermes, che al momento dell'invasione era ancora in approntamento dal suo stato di riserva. La nave fu quindi assegnata all'operazione Corporate, la riconquista britannica delle isole Falkland, e fatto il carico di munizioni e viveri a Gibilterra si diresse verso il sud Atlantico. Partecipò come scorta alla portaerei HMS Hermes al raid sull'isola di Pebble.
I missili Seaslug in dotazione alla nave erano armi subsoniche, quindi inefficaci contro i jet da attacco argentini, ma molto rumorose ed emettevano un gran fumo; per questo quando il Glamorgan ne lanciò uno durante l'avvicinamento a Port Stanley le truppe a terra pensarono che la nave fosse stata colpita o avesse avuto un incidente di lancio e chiamarono via radio la nave per sapere se avesse bisogno di assistenza; successivamente la nave ne lanciò alcuni in modo controllato da triangolazioni elettroniche verso la pista di Port Stanley cercando di disseminarla di schegge e renderla inagibile agli Hercules che rifornivano la città, con scarso risultato ma con grande effetto sul morale delle truppe.
Assegnatogli il compito dei bombardamenti controcosta in appoggio alle truppe avanzanti verso Port Stanley, nella battaglia delle Two Sisters la nave venne colpita da un missile Exocet lanciato da una installazione improvvisata a terra che colpì l'hangar facendo esplodere l'elicottero Westland Wessex pronto per il decollo con carburante ed armi; 14 uomini di equipaggio morirono, ma la nave rientrò coi propri mezzi verso la squadra e venne riparata.
La nave ripartì verso il Regno Unito alla fine della guerra il 21 giugno, arrivando a Portsmouth il 10 luglio 1982 dopo 104 giorni in mare; il Glamorgan partecipò alla missione inglese in Libano del 1984. Fu radiato nel 1986 dalla Royal Navy e venduto alla Armada de Chile entrando in servizio con i nuovi proprietari sotto il nome di Almirante Latorre.